# Галич (Костромска област)
Галич (на руски: Галич) е град в Русия, административен център на Галички район, Костромска област. Населението на града към 1 януари 2018 е 16 911 души.